# Lukas von Hildebrandt
Johann Lukas von Hildebrandt, né le 14 novembre 1668 à Gênes (république de Gênes) et mort le 16 novembre 1745 à Vienne (archiduché d'Autriche) est un architecte autrichien d'expression baroque.

## Biographie

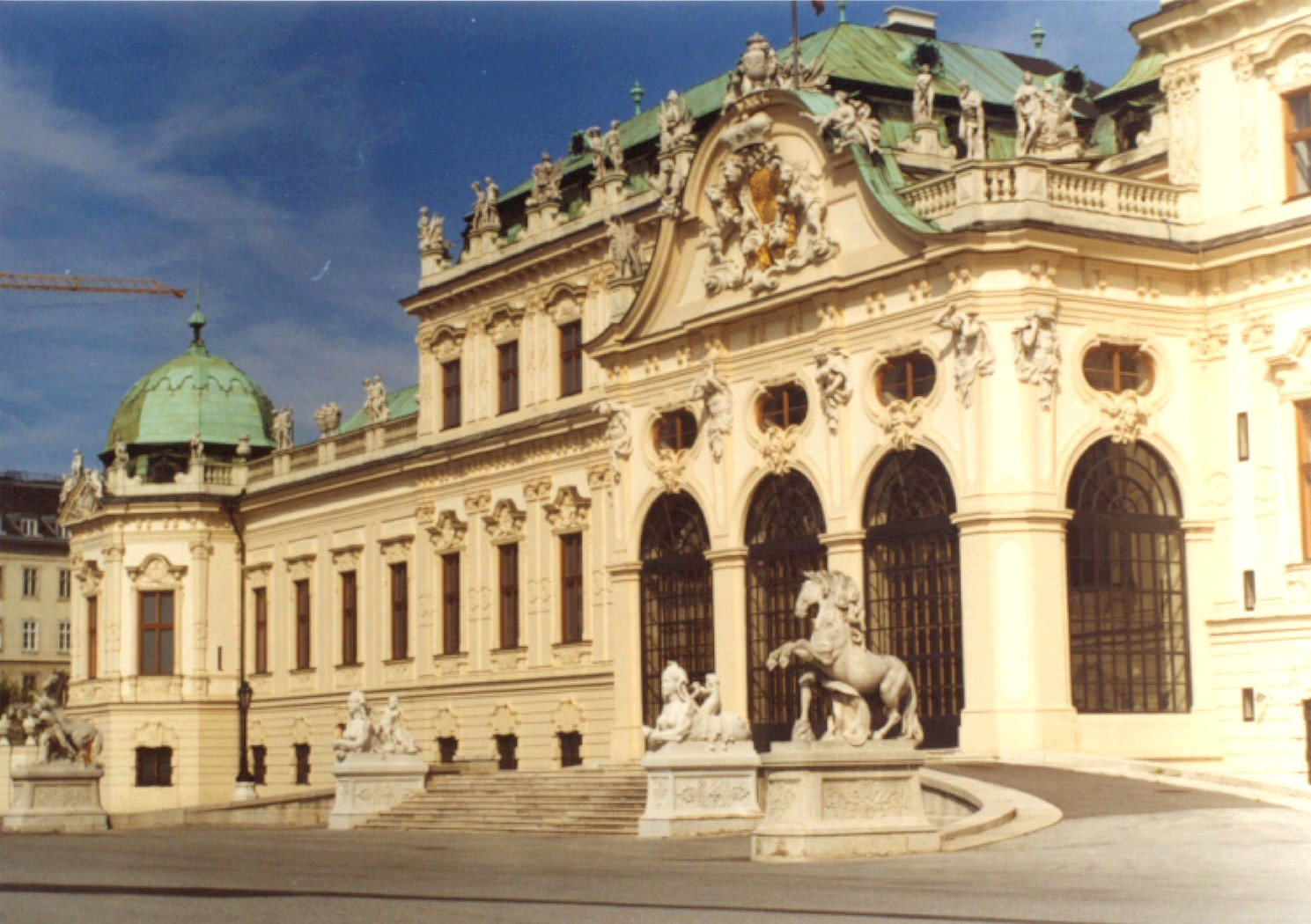
Le palais du Belvédère supérieur

Fils d'un officier au service de la république de Gênes, Hildebrandt effectue d'abord ses études en Italie, et notamment avec Carlo Fontana à Rome vers 1690. Il sert comme ingénieur militaire participant aux campagnes du prince Eugène de Savoie en Piémont pendant la guerre de la Ligue d’Augsbourg ; avec l'Armée impériale, il fait son retour en Autriche. 
Ses expériences militaires lui permettent, à son retour à Vienne, d'avoir sa clientèle dans l'aristocratie. Vers 1700, il obtient un poste de conseiller impérial et d'architecte de la cour. C'est ainsi qu'il édifie le palais Daun-Kinsky de 1713 à 1716 puis, à la demande du prince Eugène de Savoie, les deux Palais du Belvédère (inférieur 1714-1715 et supérieur en 1721-1722). Il construit également plusieurs églises. Anobli en 1720, il succède à Fischer von Erlach (1656-1723) en tant que premier maître bâtisseur ; son style est moins monumental que celui de son illustre prédécesseur.

## Œuvres
- Palais du prince Eugène, Vienne (1695–1698) ;
- Palais Schwarzenberg, Vienne (1697–1723) ;
- Église Saint-Pierre, Vienne (1702) ;
- Palais Auersperg, Vienne (1706–1710), avec Johann Bernhard Fischer von Erlach ;
- Château de Laxenbourg (Blauer Hof), Basse-Autriche (vers 1710) ;
- Château Weissenstein (1711-1718), maître d'œuvre : Johann Dientzenhofer
- Palais Kinsky, Vienne (1713–1726) ;
- Palais du Belvédère inférieur, Vienne (1714–1716) ;
- Église des Piaristes Maria Treu, Vienne (1716) ;
- Chancellerie secrète de la cour (chancellerie fédérale actuelle), Vienne (1717–1719) ;
- Reconstruction de l'abbaye de Göttweig (1719, arrêtée en 1738) ;
- Château de Hof (années 1720)
- Palais du Belvédère supérieur, Vienne (1721–1723) ;
- Reichkanzleitrakt de la Hofburg, Vienne (1723–1730) ;
- Palais Harrach, Vienne (1727–1735) ;
- Château Mirabell, Salzbourg (1721–1727).